# تازه‌عروس
تازه‌عروس فیلمی به کارگردانی و نویسندگی اسماعیل پورسعید محصول سال ۱۳۵۶ است.

## خلاصه داستان
سلیمی تاجر خوش‌نامی است که پس از تقلب شریکش ورشکست می‌شود. او در خارج از کشور خودکشی می‌کند. زن و مردی که از آذر دختر کوچک سلیمی نگهداری می‌کنند پس از اطلاع از فوت سلیمی به آزار و اذیت آذر می‌پردازند. آذر از خانهٔ آن‌ها می‌گریزد و در خانهٔ یکی از بستگانش ساکن می‌شود. او در کنار محمود بزرگ می‌شود، و سال‌ها بعد پس از آشنایی با علی به او دل می‌بندد. در این فاصله ادارهٔ سرپرستی اموال اعلام می‌کند که به دلیل شکایت سلیمی از شریک آلمانی اش پنج میلیون تومان در ادارهٔ سرپرستی در وجه آذر موجود است. علی، به رغم مخالفت پدر و مادرش، که آذر را دختر فقیری می‌دانند، با آذر ازدواج می‌کند. خواهر علی، به توصیهٔ والدینش، اسباب کدورت علی و آذر را فراهم می‌آورد. سرانجام ماجرا روشن می‌شود و آذر ارث خود را به سازمان‌های خیریه می‌بخشد.

## بازیگران
- منوچهر وثوق
- ملوسک
- یدالله شیراندامی
- بهرام وطن‌دوست
- حمیده خیرآبادی
- سحر
- لاله
- نعمت‌الله گرجی
- محسن آراسته
- حمید دلشکیب